# Benin (miasto)
Benin (ang. Benin City) – miasto w Nigerii, stolica stanu Edo. Liczy około 2,4 mln mieszkańców (2010). Dawniej istniał tu Wielki Benin – stolica przedkolonialnego Królestwa Benin. Trzecie pod względem wielkości miasto kraju.